# Michail Michailowitsch Schischmarjow

Michail Michailowitsch Schischmarjow

Michail Michailowitsch Schischmarjow (russisch Михаил Михайлович Шишмарёв; * 25. Apriljul. / 7. Mai 1883greg. in Dünaburg; † 20. April 1962 in Moskau) war ein russisch-sowjetischer Revolutionär, Flugzeugbauer und Hochschullehrer.

## Leben
Schischmarjows Eltern waren der Artillerie-Offizier im Ruhestand Michail Dmitrijewitsch Schischmarjow (1849–1920) und Marija Andrejewna Schischmarjowa (1852–1939), Tochter des Admirals und Verteidigers Sewastopols Andrei Iwanowitsch Nikonow und Enkelin des Flottengenerals und Hydrographen Nikolai Michailowitsch Kumani, die bekannt durch ihre Übersetzungen der Werke Charles Dickens’ war und gemäß einem Polizeirundschreiben vom November 1881 mit ihrem Mann heimlich überwacht wurde wegen ihres Aufenthalts auf dem Besitz Alexander Nikolajewitsch Engelhardts im Gouvernement Smolensk. In den 1890er Jahren kam er mit seiner Mutter nach St. Petersburg und besuchte dort einige Jahre lang ein Gymnasium. Den Schulbesuch schloss er 1902 an der Realschule in Dünaburg ab. Er heiratete Selina Arturowna geborene Grünberg (1887–1966), Tochter des Geschäftsführers der Fabrik des Unternehmers Alexander Stein in Pleskau, und zog mit ihr 1903 nach St. Petersburg, wo er 1904 seine Tochter Jelisaweta bekam. Im selben Jahr begann er das Studium am St. Petersburger Kaiserlichen Technologischen Institut.
In der Russischen Revolution 1905 am Tag nach dem Petersburger Blutsonntag streikten die Studenten. Eine Woche später forderte der Studentenrat des Technologischen Instituts einen öffentlichen Prozess gegen die für tödlichen Schüsse Verantwortlichen und eine Verfassung für das russische Kaiserreich, worauf das Institut zusammen mit den sechs anderen St. Petersburger Hochschulen geschlossen wurde. Schischmarjow und die anderen Studentenführer wurden exmatrikuliert. In diesen Tagen wurde Schischmarjow Mitglied der Partei der Sozialrevolutionäre (SR). Nach der Niederschlagung des Aufstands der Matrosen des Panzerkreuzers Otschakow unter der Führung Pjotr Petrowitsch Schmidts, dem sich die Matrosen weiterer Schiffe und Arbeiter in Sewastopol im November 1905 angeschlossen hatten, begab sich Schischmarjow mit seiner Familie im Januar 1906 auf die Krim und stellte sich dem Sewastopol-Komitee der SR zur Verfügung, zu dessen Leitern sein Onkel Sergei Andrejewitsch Nikonow gehörte. Während des Prozesses gegen Pjotr Petrowitsch Schmidt befand sich Schischmarjow in Otschakiw. Nach der Hinrichtung Schmidts wurde er vom Sewastopol-Komitee wegen seiner technischen und chemischen Kenntnisse beauftragt, auf dem Bauernhof des SR K. I. Stalberg in Kara-Koba bei Sewastopol unter strengster Geheimhaltung ein Laboratorium für den Bau von Sprengkörpern einzurichten. Bis zum Herbst 1906 entstanden mehr als 200 Sprengkörper eigener Konstruktion für die Kampftruppe der Krim, so dass Schischmarjow nun der SR-Kampforganisation angehörte.
Bereits im Januar 1906 war der Kommandeur der Schwarzmeerflotte Grigori Pawlowitsch Tschuchnin, der den Sewastopoler Aufstand niedergeschlagen hatte, vom SR-Zentralkomitee zum Tode verurteilt worden. Darauf schoss Jekaterina Adolfowna Ismailowitsch (1881–1906) auf ihn und verletzte ihn nur, was sie nicht überlebte. Darauf erhielt Boris Wiktorowitsch Sawinkows Kampfgruppe den Auftrag und begab sich nach Sewastopol. Unabhängig davon verübte N. Makarow aus der Sewastopoler Kampftruppe einen erfolglosen Anschlag auf den Kommandanten der Festung Sewastopol Wladimir Stepanowitsch Nepljujew. Bei den anschließenden Razzien wurde Sawinkow verhaftet, worauf seine Flucht organisiert wurde und er nach zwei Monaten auf dem Stalberg-Bauernhof bei Schischmarjow untertauchte. Nach dem Beschluss, Sawinkow, seinen Assistenten Lew Iwanowitsch Silberberg und noch zwei Gruppenmitglieder nach Rumänien zu bringen, führte Schischmarjow zusammen mit seinem Vetter Boris Nikolajewitsch Nikitenko und einem Schmuggler die Aktion mit einem von S. A. Nikonow gemieteten Segelboot durch, um dann wohlbehalten nach Sewastopol zurückzukehren.
Im Frühherbst 1906 kehrte Schischmarjow mit seiner Familie und seinem Vetter Boris Nikitenko nach St. Petersburg zurück und begann an der Universität St. Petersburg zu studieren. Ein Attentat auf Nikolaus II. und Großfürst Nikolai Nikolajewitsch wurde von der SR-Kampforganisation geplant, deren Führung der aus Rumänien zurückgekehrte Lew Silberberg übernommen hatte. Nach der Ermordung des St. Petersburger Gradonatschalniks Wladimir Fjodorowitsch von der Launitz wurde Silberberg verhaftet. Die nun von Nikitenko geführte Kampforganisation und die Fliegende Nordtruppe Albert Dawidowitsch Traubergs wurden von Schischmarjow mit Sprengkörpern versorgt. Wegen eigener Fehler und des Verrats Jewno Fischelewitsch Asefs wurden alle Mitglieder der Nikitenko-Gruppe im April 1907 verhaftet. Kurz darauf wurde auch das Ehepaar Schischmarjow verhaftet, aber die Beteiligung an der Nitenko-Gruppe konnte ihnen nicht nachgewiesen werden, so dass sie zur Verbannung nach Orenburg verurteilt wurden. Nikitenko wurde nach einem Gerichtsprozess hingerichtet.
Schischmarjow gelang es, mit seiner Frau aus St. Petersburg nach Helsinki zu  Alexander Nikolajewitsch Engelhardt zu flüchten, in dessen Familie seine dreijährige Tochter Jelisaweta lebte. Mit Frau und Tochter gelangte er über Berlin nach Paris, wo er jedoch wegen seiner illegalen Einreise nicht an der Universität von Paris nicht studieren konnte. Darauf ging er nach Belgien und studierte an der Universität Lüttich in der Naturwissenschaftlichen Fakultät. Dort wurden Aerodynamik und die Grundlagen des Flugzeugbau gelehrt, und Henri Marie Coandă, Giovanni Battista Caproni, George de Bothezat und Dmitri Pawlowitsch Grigorowitsch studierten dort bzw. am Institut Électrotechnique Montefiore (IEM). Mit Grigorowitsch wurde Schischmarjow näher bekannt und studierte mit ihm zusammen.

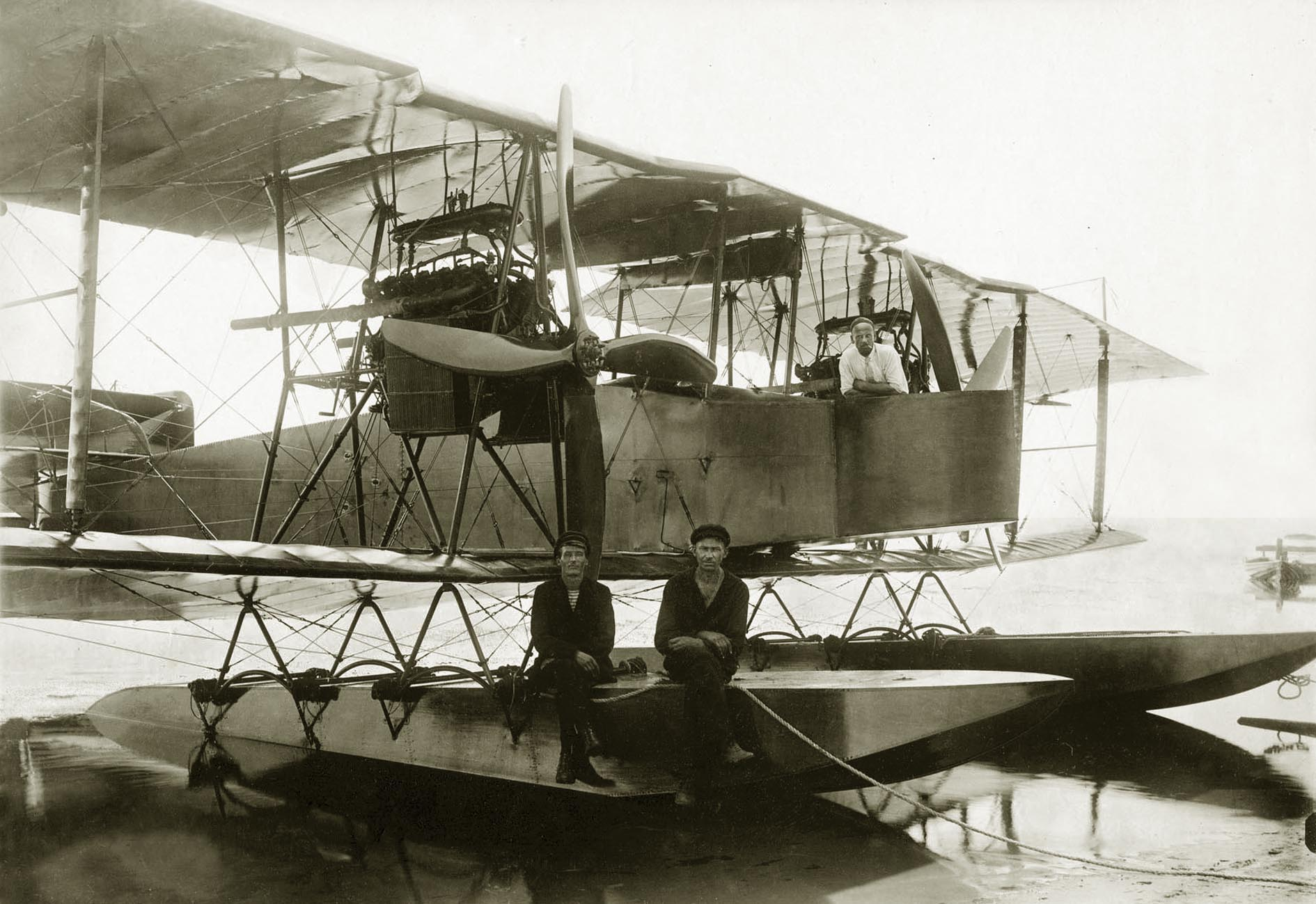
Torpedoflugzeug GASN mit Schischmarjow in der Pilotenkanzel

Als anlässlich der Dreihundertjahrfeier der Thronbesteigung Michaels I. eine Amnestie verkündet wurde, erlangte Schischmarjow die Aufhebung seiner Verbannung nach Orenburg, wohin 1911 sein Onkel S. A. Nikonow verbannt worden war. Darauf kehrte Schischmarjow mit Frau, Tochter und zwei jüngeren Söhnen nach Russland zurück. 1916 erhielt er die Aufenthaltsgenehmigung für Petrograd. Er wurde dort Leiter des Konstruktionsbüros  des von Sergei Sergejewitsch Schtschetinin gegründeten ersten russischen Flugzeugwerks, dessen technischer Direktor Grigorowitsch war. Sogleich begann Schischmarjow mit der Arbeit für den Bau des Torpedo-Wasserflugzeugs GASN. Da er vom Konstrukteur Grigorowitsch nur eine Gesamtansicht bekam, musste er alle Bauteile selbst entwerfen. Den ersten  Testflug im August 1917 führte der Marinepilot Alexander Jewgrafowitsch Grusinow erfolgreich durch. Während der Reparaturarbeiten nach dem zweiten Testflug begann die Oktoberrevolution, worauf die Testflüge eingestellt wurden.
Bereits Mitte 1917 hatte sich Grigorowitsch von Schtschetinin getrennt und ein eigenes Werk gegründet, in das Schischmarjow wechselte. Nach der Oktoberrevolution schichte Schischmarjow seine Familie in den Ural nach Werchoturje, während er selbst in Petrograd blieb. Als dann das Werk verstaatlicht wurde und Grigorowitsch in die Tschechoslowakei ging, begab sich Schischmarjow in den Ural zu seiner Familie. Dort erlebte er die wechselnden Besetzungen im Russischen Bürgerkrieg und arbeitete als Lehrer. Als Anfang 1919 wieder die Rote Armee kam, machte er sich mit der Familie auf den Weg und fuhr auf dem Wasserweg in zwei Booten (eins selbst gebaut) nach Tjumen und auf einem Lastkahn nach Nowonikolajewsk und dann auf dem Landweg nach Krasnojarsk. Nach der Ankunft im Herbst 1919 bekam er eine Stelle in der Eisenbahnverwaltung, wo er unerwartet den Konstrukteur des Schtschetinin-Werks und Assistenten Grigorowitschs Nikolai Gustawowitsch Michelson traf.
Als im Dezember 1919 die Rote Armee nach Krasnojarsk kam, verzichtete Schischmarjow auf eine weitere Flucht und ging mit Michelson nach Taganrog, wo Gerüchten zufolge das Flugzeugwerk des Unternehmers Wladimir Alexandrowitsch Lebedew wieder eröffnet werden sollte. Als sie dort Mitte 1920 ankamen, wurden sie wegen des Personalmangels sofort von dem neuen Werksleiter Wiktor Lwowitsch Korwin-Körber eingestellt. Dort lernte Schischmarjow auch Korwin-Körbers jüngeren Bruder Leonid Lwowitsch Körber kennen, der später sein Schwiegersohn wurde.
Als Schischmarjow die Ausschreibung der Verwaltung der Luftstreitkräfte der Sowjetunion (WWS) in Moskau für den Bau eines einsitzigen Wasserflugzeugs der Jagdflugzeug-Klasse mit einem 200-PS-Hispano-Suiza-Motor im Mai 1921 in der Zeitung las, machte er sich sofort mit seinen Kollegen an die Arbeit. Ende 1921 verteidigte er das fertige Projekt MK-1 in Moskau und erreichte den ersten Platz, worauf ein Prototyp in Taganrog gebaut werden sollte. Am Ende des Winters 1922 kam aus Moskau die Anweisung, den Prototyp im Werk Nr. 3 Roter Flieger in Petrograd zu bauen. Alle Autoren des Projekts hatten sich der Hauptverwaltung der Luftfahrtwerke Glawkoawia in Moskau zur Verfügung zu stellen, so dass das Projekt MK-1 nur von Michelson in Petrograd weitergeführt wurde.
Schischmarjow kam in die Konstruktionsabteilung der Glawkoawia unter der Leitung Grigorowitschs, der gerade aus Sewastopol gekommen war, und projektierte das See-Aufklärungsflugzeug M-22 und das Flugboot M-24. Im Mai 1923 wurde die Grigorowisch-Gruppe in das Moskauer Flugzeugwerk Nr. 1 Dux versetzt, während Schischmarjow in der Glawkoawia in der Abteilung für Landflugzeugbau unter der Leitung Nikolai Nikolajewitsch Polikarpows blieb. Dort konstruierte er selbständig das Aufklärungsflugzeug R-III.
Nach 1927 wechselte Schischmarjow in die Militärakademie für Ingenieure der Luftstreitkräfte „Prof. N. J. Schukowski“. Dort war er ab 1933 unter der Leitung Wiktor Fjodorowitsch Bolchowitinows an führender Stelle beteiligt an der Entwicklung des schweren Bombers DB-A als Ersatz für den veralteten Bomber TB-3. Der neue Bomber sollte mit einer Bombenlast von 5000 kg und einer Flughöhe von 6000 bis 7000 m eine Geschwindigkeit von mehr als 330 km/h und eine Reichweite von 5000 km erreichen, um auch ins Vereinigte Königreich fliegen zu können. Ab 1933 leitete Schischmarjow den Lehrstuhl für Festigkeit und Flugzeugbauteile. Boris Jewsejewitsch Tschertok pries Schischmarjows Hilfsbereitschaft und Kreativität. Schischmarjow entwickelte eine Theorie des vielfach statisch unbestimmten Fachwerks. Nach dem katastrophal missglückten Rekordflug Sigismund Alexandrowitsch Lewanewskis mit einer nicht genügend vorbereiteten DB-A wurde das DB-A-Projekt zugunsten des TB-7-Projekts eingestellt. Schischmarjow projektierte nun im Auftrag der Regierung zusammen mit dem Lehrstuhl  für komplexe Flugzeugkonstruktionen ein kleines Aufklärungsflugzeug aus transparenten Werkstoffen. Dieses zukunftweisende Projekt konnte jedoch mit den verfügbaren Technologien noch nicht realisiert werden.
1939 wurde Schischmarjow zum Doktor der technischen Wissenschaften promoviert und zum Professor des Lehrstuhls für Maschinenbauteile ernannt, den er 1940–1947 leitete. Während des Deutsch-Sowjetischen Kriegs war er 1942–1943 mit dem Lehrstuhl in Swerdlowsk evakuiert und leitete für das Forschungsinstitut der WWS den Aufbau einer speziellen Prüfanlage für ein Strahlflugzeug.
Der Chemiker Michail Leonidowitsch Körber und der Mathematiker Ilja Andrejewitsch Schischmarjow sind/waren Enkel Schischmarjows.

## Ehrungen, Preise
- Orden des Roten Sterns (zweimal)